# Михайлов, Владлен Михайлович
Владле́н Миха́йлович Миха́йлов (24 января 1925, город Сычёвка Смоленской губернии, ныне Смоленской области — 23 ноября 2004, Москва) — советский военачальник, генерал армии. Начальник Главного разведывательного управления СССР (1987—1991).

## Биография
На военной службе в РККА с 1942 года.
После окончания ускоренного курса пехотного училища с июля 1944 года — командир взвода курсантов Владивостокского военного пехотного училища. В 1947 году окончил курсы усовершенствования комсостава. В 1949 году окончил Владивостокское пехотное училище. С октября 1949 года — командир роты этого училища, затем там же командовал ротой.
В 1954 году окончил Военную академию имени М. В. Фрунзе. Служил командиром стрелкового батальона. С ноября 1958 года — начальник штаба, а с февраля 1964 по август 1966 года — командир стрелкового полка в Прибалтийском военном округе. В 1968 году окончил Военную академию Генерального штаба ВС СССР. После её окончания — начальник оперативного отдела штаба армии, с марта 1969 года — командир 21-й мотострелковой дивизии в Группе советских войск в Германии, с ноября 1972 года — начальник штаба армии, с августа 1975 по февраль 1979 года начальник штаба — первый заместитель командующего войсками Туркестанского военного округа. С февраля 1979 по март 1980 года — старший военный советник Генерального штаба Вьетнамской Народной армии.
С марта 1980 года — начальник управления в Генеральном штабе Вооружённых Сил СССР, с декабря 1983 года начальник штаба — первый заместитель Главнокомандующего войсками Дальнего Востока. 
С февраля 1987 года — первый заместитель начальника, а с 14 июля 1987 по 5 октября 1991 года начальник Главного разведывательного управления СССР — заместитель начальника Генерального штаба Вооружённых сил СССР.
Народный депутат СССР в 1989—1991 годах.
В отставке с января 1992 года. Скончался 23 ноября 2004 года, похоронен на Троекуровском кладбище Москвы (участок № 5).

## Награды
- Орден Ленина (1985)
- Орден Октябрьской Революции (1971)
- Орден Красного Знамени (1971)
- Орден «За службу Родине в Вооружённых Силах СССР» 2-й степени (1990)
- Орден «За службу Родине в Вооружённых Силах СССР» 3-й степени (1981)
- медали СССР

иностранные награды
- Орден «За заслуги перед Отечеством» в серебре (ГДР, 1988)
- Орден «За боевой подвиг» 1-й степени (Вьетнам)
- Медали НРБ, ПНР, МНР, ЧССР, Кубы и Афганистана